# Содомия

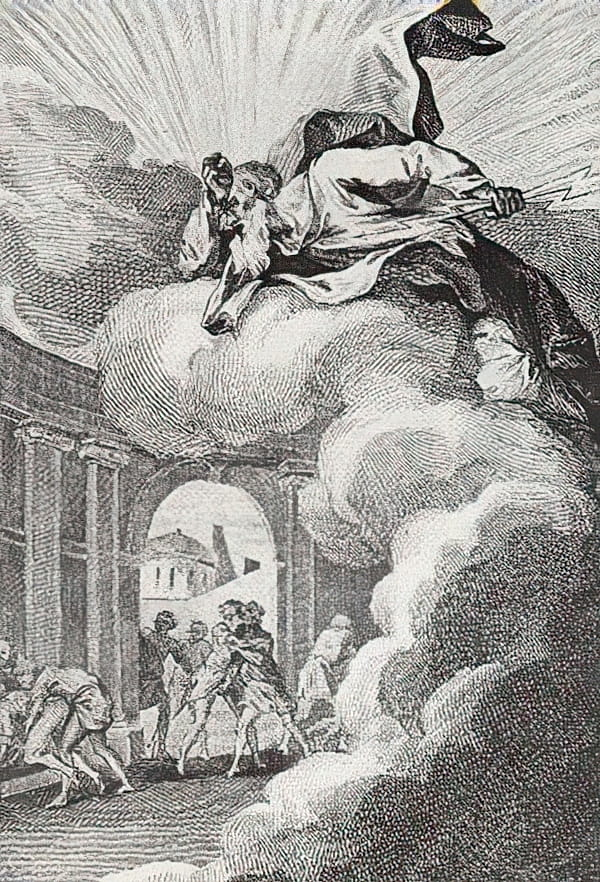
Франсуа Эллюин, Содомиты вызывают гнев Господень, гравюра из серии Le pot pourri de Loth (1781)

Содо́ми́я (от фр. sodomie), содо́мский грех — исторический термин, гипероним для обозначения различных форм сексуального поведения, оцениваемого как девиантное, и имеющий богословскую и правовую окраску.
Понятие содомии включало в себя в различных толкованиях всевозможные проявления сексуальности, не связанные с возможностью зачатия новой жизни: гомосексуальные контакты, отличные от вагинального полового акта гетеросексуальные практики (например, оральные и анальные контакты), сексуальные контакты с животными, мастурбацию и другие. В некоторых юридических системах под содомией понимались или понимаются любые «неестественные» сексуальные контакты или парафилии, промискуитет и кровосмешение. Термин восходит к библейскому повествованию о гибели Содома и Гоморры и введён в XI веке теологом Петром Дамиани.

## История термина

### Библейское повествование
Библейское повествование о разрушении города, населённого нечестивыми людьми, описывает жителей города Содома, пожелавших сексуальной связи с двумя странниками, остановившимися на ночлег у праведного Лота. В тот же день за крайнее нечестие жителей Содом и Гоморра с окрестностями были уничтожены Богом огнём с неба.
Православный богослов В. В. Бурега пишет, что, поскольку традиционно причиной гибели Содома считается крайняя развращенность его жителей, проявившаяся, в том числе, и в гомосексуализме, исторически слово «содомия» стало главным обозначением гомосексуального поведения. События, якобы происшедшие в Содоме (ивр. סְדוֹם, Sədom — букв. «горящий») и Гоморре (ивр. עֲמוֹרָה, ʿAmora — букв. «погружение, потопление»), рассматриваются как попытка совершения греха сексуального характера в том числе и по причине двукратного использования в тексте Библии древнееврейского глагола yada (познал), применяемого для описания действий сексуального характера.
Согласно тексту Основ социальной концепции РПЦ, Бог наказал жителей Содома «именно за грех мужеложества». Православная энциклопедия уточняет, что церковная традиция понимает под этим грехом в данном случае попытку гомосексуального насилия над гостями. В. В. Бурега отмечает, что в современной библеистике происходит изменение взглядов, и «даже те библеисты, которые настаивают на традиционно жестком отношении к гомосексуализму, соглашаются, что указанный отрывок из Книги Бытия все же не содержит ясного осуждения гомосексуализма», понимаемого в значении гомосексуального поведения в общем смысле.
Комментируя историю Содома и Гоморры, христианские авторы могут упоминать и о других грехах или отягчающих обстоятельствах. В частности, Роберт Гагнон пишет, что тяжесть греха Содома и Гоморры заключалась, среди прочего, в попытке сексуальных надругательств над гостями:73-74, священник Лев Шихляров, — что поведение содомлян свидетельствует не только о половой, но главным образом о духовной извращённости, ненависти и жестокости. Таким образом, Содом и Гоморра стали нарицательными в христианском богословии для обозначения крайней степени сексуальной аморальности (содомия) или крайней порочности и дерзостной греховности. В культуре Содом и Гоморра стали символом порочности, безнравственности и божественного возмездия, а сам Содом ассоциируется с содомией.

### Католическая средневековая Европа
Виды содомии
- sodomia propria — собственно содомия

- sodomia ratione generis — скотоложество
- sodomia ratione sexus — мужеложество

- sodomia impropria — прочая содомия

- sodomia ratione ordinis naturae — контакты «против природы» между мужчиной и женщиной

Деяния, квалифицирующие содомию
- emissio seminis — эякуляция, вывод семени
- immissio penis — введение полового члена (пенетрация)
- immissio membri — введение другой части тела (пенетрация)
- immissio seminis — эякуляция внутрь партнёра
- coitus per os — оральный секс
- coitus per anum — анальный секс

В период VI—XI веков в Западной и Центральной Европе термином «содомия» обозначалось любое запрещённое сексуальное сношение, даже внебрачная гетеросексуальная любовная связь между мужчиной и женщиной, а также все «не производящие потомства» сексуальные акты — оральное, анальное получение полового удовлетворения, сексуальные игры и самоудовлетворение.
С момента учреждения Инквизиции (1215), Особого церковного суда католической церкви, термином «содомия» стало обозначаться мужеложство, что было связано с судебным процессом над рыцарями военного ордена тамплиеров.
В средневековой теологии под понятие содомии попадали и любые формы нелегитимного сексуального поведения, в том числе и гетеросексуальные анальные половые контакты и даже сексуальные отношения между христианином и еврейкой. Известен случай, когда в Париже мужчина был осуждён за содомию по причине сексуальной связи с еврейкой. В позднее средневековье акцент сместился в сторону гомосексуальных контактов между мужчинами.
В Германии содомия наравне с инцестом, по крайней мере до конца XVI века считалась «преступлением против Бога» и каралась сожжением заживо.

### Россия и другие православные государства
О некоторых случаях содомии (содомская пагуба) в допетровское время свидетельствует Стоглав (гл. 33), говоря: «некие … беззаконие творят». Исследователи отождествляют смысл слова «содомия» с мужеложеством и отмечают его распространение среди богатых мирян. В допетровской России был прославлен мученик Василий Мангазейский, пострадавший от купца-мужеложника.
В других православных славянских странах, в Румынии и на территории современной Молдовы термины «содомия» и «содомит» входят в обиход лишь в середине XIX века. И, как в царской России того времени, в этих странах терминами «содомия» и «содомит» обозначались мужеложство и мужеложник соответственно. В таком значении, возможно, эти термины употреблялись и в Грузии, бывшей в то время в составе Российской Империи. В то время как данные в пользу гипотезы об использовании термина «содомия» для обозначения мужеложества в Византии и средневековой и постсредневековой (в том числе и после обретения независимости) Греции отсутствуют.

## Современное значение
В настоящее время под содомией понимаются, в первую очередь, анальные сексуальные контакты и сексуальные контакты мужчины с другим мужчиной. Некоторые словари отождествляют содомию исключительно со скотоложеством или, наоборот, лишь с анальным сексом. Гегель называет содомским грехом (нем. Sodomiterei) совокупление женщины с козлом. В других случаях под содомией подразумевается любой гомосексуальный контакт, в первую очередь — анальное сношение.
Употребление термина «содомия» в различных языках может сильно отличаться. Если в романских языках преобладает значение однополого анального сексуального контакта, то, например, в современном немецком языке основным значением содомии являются сексуальные контакты с животными. В частности, немецкий словарь «Дуден», задающий стандарты немецкого языка, отмечает, что в современном немецком термин «содомия» употребляется лишь для обозначения сексуальных контактов с животными, однако указывает гомосексуальность как устаревшее значение этого термина.
В США под содомией понимается всякая анальная или оральная пенетрация как с лицом своего, так и с лицом противоположного пола. В англоязычных странах имеются два различных термина (sodomy и buggery), которые могут быть переведены на русский язык как «содомия».